# Jezioro Czarne (gmina Wierzbinek)
Jezioro Czarne – niewielkie jezioro w Polsce, położone w województwie wielkopolskim, w powiecie konińskim, w gminie Wierzbinek. Wchodzi w skład stanowiska szczytowego Kanału Ślesińskiego.